# Chlorochaeta leucosphaera
Chlorochaeta leucosphaera är en fjärilsart som beskrevs av Louis Beethoven Prout. Chlorochaeta leucosphaera ingår i släktet Chlorochaeta och familjen mätare. Inga underarter finns listade i Catalogue of Life.